# André Hartwig
André Hartwig (* 14. März 1983 in Rostock) ist ein ehemaliger deutscher Shorttracker.
André Hartwig startete für ESV Turbine Rostock. Bei den Juniorenweltmeisterschaften 2000 belegte er über 500 m und 1500 m 14. Plätze. Bei den Männer-Europameisterschaften des Jahres kam er auf den 13. Platz über 500 m, wurde 20. über 100 m, 24. über 1500 m und 19. über 3000 m. Mit der Staffel kam er auf Platz sechs. Drittes Großereignis wurden die Weltmeisterschaften. Hartwig wurde 47. der Mehrkampfwertung, 46. über 500 m, 41. über 1000 m sowie 47. über 1500 m und 3000 m. Besser waren die Resultate ein Jahr später bei den Weltmeisterschaften in Südkorea. Im Mehrkampf wurde der Deutsche 29., 23. über 500 m, 29. über 1000 m, 19. über 1500 m und 29. über 3000 m. Bei den Juniorenweltmeisterschaften 2002 kamen die Resultate neun über 500 m, elf über 1000 m und acht über 1500 m hinzu. Mit der deutschen Staffel gewann er die Bronzemedaille hinter Südkorea und Kanada. Anschließend wurde er bei den Europameisterschaften der Männer in Grenoble Siebter über 500 m, 14. über 1000 m, Sechster über 1500 m, Achter über 3000 m und gewann hinter Italien und Belgien mit der deutschen Staffel die Bronzemedaille. Höhepunkt der Saison und ein erster Karrierehöhepunkt wurden die Olympischen Winterspiele 2002 in Salt Lake City, bei denen Hartwig über 1500 m eingesetzt wurde und auf der Strecke den abschließenden 15. Platz erreichte.
In der Weltcup-Saison 2002/03 erreichte Hartwig mit Arian Nachbar, Sebastian Praus und Holger Helas im Staffelrennen in Bormio mit Rang drei eine Podestplatzierung. Nächste internationale Meisterschaft wurden die Europameisterschaften 2003 in Russland. Hartwig wurde 16. über 500 m, Zehnter über 1000 m, Achter über 1500 m und Zehnter mit der Staffel. Bei den Weltmeisterschaften von Polen kamen die Ränge 25 in der Mehrkampfwertung, 20. über 500 m und 23. über 1000 m und 1500 m. Mit der Staffel wurde Hartwig Vierter. Bei den Europameisterschaften 2004 in Zoetermeer gewann er mit Praus, Thomas Bauer und Nachbar hinter den Italienern und den Russen erneut die Bronzemedaille im Staffelrennen. 2005 konnte er in Turin mit diesen sogar den Titel erringen. Weniger gut waren die Einzelresultate mit Platz 19 über 500 m, 25 über 1000 m und 20 über 1500 m. 2006 gewann Hartwig mit Praus, Bauer und Tyson Heung in Krynica-Zdrój erneut die Staffel-Bronzemedaille. Zum Abschluss der Karriere wurden die Olympischen Spiele 2006 von Turin. Hartwig kam einzig im Vorlauf mit der Staffel zum Einsatz und wurde am Ende mit dieser Siebter.